# 細川輝経
細川 輝経（ほそかわ てるつね）は、戦国時代から安土桃山時代にかけての武将。室町幕府御供衆。官位は陸奥守。細川奥州家11代当主。出家後の戒名は宗賢。

## 出自
細川氏は元来、足利氏2代義兼の庶兄矢田義清の子、広沢義実の次男義季が初代である。細川奥州家は南北朝時代に宗家足利尊氏と共に活躍した細川顕氏の子孫である。

## 生涯
細川晴経の子として誕生。輝経の名は室町幕府13代将軍・義輝の偏諱である輝と、通字の経の組み合わせである。細川藤孝（幽斎、「藤」の字は義輝の前名義藤より）や一色藤長らと共に将軍家の近習（御供衆）として義輝に仕えた後、義輝の弟の義昭にも仕え、義昭が織田信長に追放された後も他の幕臣と共に義昭に従い、備後国鞆の浦に下向した。
その後、藤孝の子・細川忠興の重臣で、輝経の義弟であった松井康之の元に300石の客将として招かれる。関ヶ原の戦いの前には大坂細川邸にて忠興の妻玉を守ろうとするも、康之の居城である丹後国久美浜城の守将を務めることとなり、その際に西軍に内通して久美浜城を乗っ取っている。しかし、戦後西軍に内通したとして切腹させられた。『松井家譜』によれば、輝経とその息子の松井久左衛門が西軍と通じたことを知った康之の妻は秘かに嫡男・松井興長の妻（忠興の娘）・古保を連れて久美浜城を脱出、戦後に豊後国から帰国した康之がこの件を聞いて輝経を問い詰めたところ、慶長5年（1600年）10月に輝経は自害し、昭経（久左衛門）は出奔したと言う。

## 系譜
- 父：細川晴経 - 三郎四郎、室町幕府御供衆
- 母：不詳
- 妻：松井正之の娘 - 松井康之の姉・清光院
- 生母不明の子女
  - 男子：細川昭経 - 通称:久左衛門
- 養子
  - 男子：細川忠興？（1563-1646） - 細川藤孝の長男。『寛政重修諸家譜』や『綿考輯録』など、江戸時代以降には輝経の養子になったと書かれるようになったが、同時代史料にはそのような情報は記されていない。